# Torta di matrimonio cercasi
Torta da matrimonio cercasi (titolo originale Amazing Wedding Cakes) è un reality show a puntate di genere documentario e culinario.
Lo show è centrato sull'attività di diverse pasticcerie, sparse in varie parti degli Stati Uniti, i cui team sono alle prese con la realizzazione di una torta di matrimonio. Lo show mostra le tecniche utilizzate dai vari pasticceri, ma anche i momenti di tensione, di litigio e vari momenti divertenti che accadono all'interno delle singole pasticcerie.
Originariamente il reality show è andata in onda sulla rete televisiva americana We tv a partire dal 7 settembre 2008. In Italia lo show è stato trasmesso a partire dal 4 febbraio 2013 sulla rete Real Time.

## Cast
Il cast del programma è composto dalle seguenti pasticcerie e il relativo staff:

### Cake Alchemy
La Cake Alchemy è una pasticceria newyorkese aperta nel 1993 da Lauri Ditunno. la specialità di questa pasticceria sono i fiori in pasta di zucchero e le creazione fatte zucchero soffiato. Lo staff è composto da:
- Lauri Ditunno: pasticcera, proprietaria e manager della pasticceria
- Stephanie: pasticcera e braccio destro di Lauri
- Liz: pasticcera part-time, esperta nel modellare il cioccolato plastico
- Pam: pasticcera part-time

### Cake Girls
La Cake Girls è una pasticceria aperta dalle sorella Maher a Chicago. Sono specializzate in torte moderne e inusuali. Lo staff è composto da:
- Mary Maher: prima decoratrice della pasticceria nonché sua proprietaria
- Brenda Maher: inizialmente lavorava nell'accoglienza dei clienti, poi si è spostata verso il laboratorio dove aiuta la sorella
- Georgia : responsabile dell'accoglienza dei clienti
- Ben: pasticceria, realizza tutte le basi delle torte e le consegna; inoltre è bravo anche nel modellare il fondente
- Nicole: decoratrice è un'esperta nel modellare il fondente

### Christopher Garren's Cakes
La pasticceria venne aperta nel 2001 presso Newport, in California. Lo staff è composto da:
- Christopher Garren: proprietario e decoratore
- Marjie: manager della pasticceria, è anche primo decoratore
- Kristen: decoratrice
- Juan: pasticcere, si occupa principalmente della preparazione delle basi per le torte

### Gateaux Inc.
La pasticceria Gateaux Inc. è stata aperta nel 1996 da Robin Martin a Minneapolis. Lo staff è composto da:
- Robin: proprietaria e prima decoratrice della pasticceria
- Jenna: decoratrice
- Julia: decoratrice
- Brian: marito di Robin
- Magic Phil: suocero di Robin
- Kyle: fattorino, è il fidanzato di Jenna

### Merci Beaucoup Cakes
Il Merci Beaucoup Cakes è stato aperto da Reva Alexander-Hawk circa cinque anni fa a Los Angeles. Lo staff è composto da:
- Reva Alexander-Hawk: proprietaria nonché pasticceria e decoratrice
- Marc: braccio destra di Reva, è un esperto nell'uso della crema di burro
- Mic: marito di Reva, aiuta con le consegne e in altri compiti

### The Cake Artist
La pasticceria The Cake Artist è stata aperta nel 2010, quando il proprietario, nonché primo pasticcere, Vincent "Vinny" Buzzetta aveva 21 anni. Lo staff è composto da:
- Vinny: Primo pasticcerie e decoratore, è anche il proprietario della pasticceria
- Cammy: Mamma di Vinny
- Teresa: decoratrice della pasticceria, è specializzata nella realizzazione di fiori di zucchero
- Sam: decoratrice della pasticceria
- Jessica: decoratrice della pasticceria
- Joey: il cugino di Vinny
- Spiro: il fidanzato di Vinny

### White Flower Cake Shoppe
La pasticceria è stata aperta nel 2007 dal amiche Marianne Carroll e Lauren Bozich a Beachwood, in Ohio. Lo staff è composto da:
- Marianne Carroll: proprietaria e decoratrice
- Lauren Bozich: proprietaria e decoratrice
- Matt Myers: Marketing Manager
- Karyn Elkanich: General Manager
- Bill: Production Manager
- Renee: Addetta all'accoglienza del pubblico

## Stagioni
| Stagione | Puntate | Prima TV USA | Prima TV Italia |
| -------- | ------- | ------------ | --------------- |
| 1        | 6       | 2008         | 2013            |
| 2        | 14      | 2009         | 2013            |
| 3        | 9       | 2010         | 2013            |
| 4        | 10      | 2011         | 2013            |